# Clan Fabbrocino
Il clan Fabbrocino è un sodalizio criminale di stampo mafioso originario della zona compresa tra i comuni di Ottaviano, San Gennaro Vesuviano e San Giuseppe Vesuviano, che estende il suo potere in una vasta fetta del territorio Vesuviano; le attività del clan sono diversificate, infatti negli anni come hanno dimostrato le indagini della Dia, il riciclaggio del denaro frutto di numerose attività illecite è stato reimpiegato in aziende imprenditoriali "pulite" sparse in molte regioni d'Italia;

## Storia
Si presume che l'8 dicembre del 1978 Mario Fabbrocino, 'o Gravunaro, abbia contribuito alla nascita della cosiddetta Onorata fratellanza; successivamente si distacca da Michele Zaza (referente di Cosa nostra a Napoli) e coadiuvato dai fratelli Russo di San Paolo Belsito e Fiore D'Avino di Somma Vesuviana, costituisce un clan autonomo che controlla un vasto territorio tra il nolano e il Vesuviano, ovvero :San Gennaro Vesuviano, San Giuseppe Vesuviano, Ottaviano, San Gennarello, Palma Campania e parte di Terzigno. Il boss Mario Fabbrocino mira ad espandersi nel territorio stabiese e fa presente i suoi propositi ai fratelli Russo ed ai fratelli D'Avino, questi ultimi scelgono di non seguire Fabbrocino e si aggregano a Carmine Alfieri, col quale Mario Fabbrocino aveva già sancito un patto di non belligeranza poiché ambedue avevano lo stesso fine: annientare Cutolo. Sia Alfieri che Fabbrocino, per mano della Nuova Camorra Organizzata e per volere di Cutolo, subirono la perdita di un fratello (Salvatore Alfieri, ucciso nel dicembre del 1981, e Francesco Fabbrocino, ucciso nell'ottobre del 1980). Mario Fabbrocino passò i dieci anni successivi la morte del fratello a covare vendetta, che realizzò nei fatti nel 1990, eliminando, a Tradate, con il supporto della 'ndrangheta calabrese (che in quegli anni, in Lombardia, stava impadronendosi del monopolio del traffico e dello spaccio di stupefacenti) Roberto Cutolo, figlio del Professore di Ottaviano, che a Tradate era confinato in soggiorno obbligato. Per l'omicidio Cutolo, Fabbrocino ha ricevuto una condanna all'ergastolo.

## Modus operandi

### Voto di scambio
La camorra del nolano partecipa alle campagne elettorali per le elezioni comunali e regionali, appoggiando vari candidati; dopodiché il clan esercita il proprio potere e pressione sull'amministrazione comunale per ottenere appalti forniture, permessi edilizi, concessioni in deroga a ogni normativa, assunzioni di personale tecnico e amministrativo senza concorso e altre attività imprenditoriali, mettendo in atto il cosiddetto voto di scambio; i voti illegali venivano proprio dalle famiglie degli operai di queste attività i quali erano obbligati a votare secondo le indicazioni dei camorristi.

### Estorsione
I Fabbrocino imponevano, con il ricatto violento agli imprenditori edili, l'acquisto di calcestruzzo prodotto dalla ditta "La Fortuna" e il pagamento di tangenti estorsive da versare al clan. Giovanni Gugliotta, imprenditore accondiscendente della ditta "Transport", di Savignano sul Panaro, fra il 2004 e 2005, avrebbe sviluppato un complesso sistema di riciclaggio, che avveniva per mezzo di false fatturazioni di falsi trasporti.
Secondo i giudici, la morsa dei Fabbrocino sulle vittime delle estorsioni era talmente forte che gli esattori del pizzo affiliati al clan non avevano neanche necessità di avanzare richieste estorsive: le vittime, spontaneamente, consegnavano il denaro agli affiliati. Gli estorsori, inoltre, pretendevano, oltre al denaro, anche altri beni in regalo, come autovetture, vestiti firmati e prodotti alimentari.

### Fondazione della Nuova Famiglia
Mario Fabbrocino, nato a Ottaviano, (Napoli), soprannominato "o Gravunaro" (il Carbonaio), fu uno dei promotori dell'organizzazione "Nuova Famiglia", la quale fronteggiava la Nuova Camorra Organizzata.

### Sicari
All'inizio degli anni novanta fu chiesto da parte della 'ndrangheta calabrese al nord, l'omicidio di Salvatore Batti, criminale napoletano, sospettato di passare informazioni alla Criminalpol, rifugiatosi nel napoletano durante la guerra tra i boss mafiosi calabresi del nord e gli stessi Batti, che avevano cercato di regnare al posto di Renato Vallanzasca. I Fabbrocino vollero in cambio dell'omicidio Batti l'uccisione di Roberto Cutolo, figlio di Raffaele Cutolo, che puntualmente avvenne.

### Falsari
Assolto per il fatto non sussiste Antonio Fabbrocino, nipote del boss Mario, fabbricava finti BOT da smerciare a Tangentopoli.

### Corruzione di giudici e avvocati
Mario Fabbrocino nel 1996 cercava di pilotare la causa corrompendo avvocati e procuratori generali. Arrestati 2 magistrati, Ciro Demma e Antonio Esti, accusati di concorso esterno in associazione mafiosa, dopo le rivelazioni di pentiti Carmine Alfieri, Pasquale Galasso, Domenico Cuomo e Costantino Laiola.

### Riciclaggio di rifiuti tossici
Antonio Iovino, imprenditore di 48 anni (nel 2012), di San Gennaro Vesuviano, legato al clan camorristico Fabbrocino, specializzatasi in riciclaggio di rifiuti tossici, è stato condannato in primo e secondo grado perché ha costruito la bretella di collegamento tra il Vallo di Lauro e l'uscita di Palma Campania dell'autostrada A30, con materiale misto a rifiuti pericolosi.

### Racket e traffico di sostanze stupefacenti
I fratelli Vittorio e Sabato Casillo, Giuseppe Caliendo, detto "Peppe ‘e Zuzzelle" (Giuseppe le Mozzarelle), sono stati arrestati per associazione a delinquere di stampo mafioso, estorsione e traffico di sostanze stupefacenti.

### Truffa nel settore dell'abbigliamento
A San Giuseppe Vesuviano e in altre città campane come Eboli, Avellino e Salerno, Giovanni Bonavita, titolare dei negozi "Les femmes", "Cassandra", Luisa Prisco, titolare del negozio "Ca.Pri" e Katiuscia Casillo, titolare del negozio "Nisa", vendevano abiti confezionati con tessuti rubati, da sarti non retribuiti. Gli indagati si recavano dai grossisti, ordinavano grossi quantitativi di tessuto in rotolo, pagando un acconto o con assegni scoperti; poi facevano confezionare gli abiti da sarte e cucitrici senza retribuire la manodopera e senza pagare tasse. Le indagini sono partite nel 2006, in seguito alle denunce di commercianti finiti nella rete del racket, gestito dai fratelli Casillo e da Giuseppe Caliendo.

## Arresto del boss 'o gravunaro e dei suoi affiliati e nuova gestione
Il 22 settembre 1987, mentre Mario Fabbrocino era detenuto nel carcere di Bellizzi Irpino, gli furono concessi gli arresti domiciliari in clinica, per curarsi da un gravissimo stato di salute, ma il 14 novembre, circa un mese dopo, si diede alla fuga e rimase latitante per 10 anni.
Berardo Striano, braccio destro di Mario Fabbrocino 'o Gravunaro, accusato di associazione a delinquere di stampo mafioso, omicidio, estorsione ed armi, latitante da un anno, fu arrestato all'aeroporto di Colonia, in Germania, il 25 febbraio 1997, mentre stava per prendere il volo per l'Argentina.
Mario Fabbrocino fu arrestato a San Martin, trenta chilometri circa da Buenos Aires, in Argentina, i primi di settembre 1997. Da quando il boss è diventato irrintracciabile nel 2004 molti dei suoi affiliati hanno cominciato a far perdere le loro tracce. Il 14 agosto 2005 lo storico boss o Gravunaro veniva definitivamente incarcerato con l'accusa di duplice omicidio, condanna confermata nel 2006.
L'11 giugno 2008 finirono in carcere Mario Fabbrocino, cinquantaduenne di San Gennaro Vesuviano, Michele La Marca quarantasettenne di Ottaviano, Angelo Borrelli, trentacinquenne di San Gennaro Vesuviano, Michele Bonaiuto, cinquantenne residente a Sirignano (Avellino), Angelo Buono, quarantenne residente a San Valentino Torio (Salerno) e Vincenzo Marano, sessantunenne di San Gennaro Vesuviano.
Dopo l'arresto di O Gravunaro, il boss del clan è divenuto Mario Fabbrocino, detto "Maruzzo" (murice), cugino, omonimo e cognato del boss storico, avendo "o Gravunaro" sposato sua sorella. L'accusa per i sei presunti affiliati al clan Fabbrocino è di estorsione aggravata condotta in maniera associata ai danni di diversi imprenditori del territorio. Gli imprenditori che tentavano di opporsi al pagamento del pizzo venivano condotti da Michele La Marca, detto "o Muzzone", egli riusciva a convincerli della bontà dei pagamenti da effettuare. Le tangenti da pagare erano pari al 35-40% del valore dell'appalto e inoltre venivano invitati a versare circa 3000 euro per le famiglie dei detenuti nei periodi di Natale, Pasqua e Ferragosto.
Il clan è retto principalmente da tre famiglie criminali: quella dei Bifulco (che, in particolare, si occupa del riciclaggio, soprattutto al Nord Italia, dei proventi derivanti da attività illecite), quella dei Cesarano, che insieme alla famiglia dei Nunziata, capeggia un gruppo operante su Palma Campania e la famiglia Striano. 
Nel corso degli anni, il clan ha sempre assicurato assistenza agli affiliati, detenuti e liberi, e alle famiglie di quest'ultimi, il che ha fatto sì che il clan rimanesse coeso e refrattario rispetto agli attacchi dello Stato. I Fabbrocino, oltre che da profitti provenienti da attività illecite, possono contare anche su profitti generati dalle numerose e remunerative attività imprenditoriali che il clan, in più zone d'Italia, controlla. Ed è proprio grazie al suo importante patrimonio che il clan è riuscito e riesce a mantenere ancora il vincolo dell'omertà fra i suoi associati. Le numerose offensive dello Stato contro il clan, non sono mai state corroborate da collaboratori di giustizia di rilievo.
Alcuni collaboratori di giustizia, che in passato hanno militato nei clan Anastasio di Sant'Anastasia e D'Avino di Somma Vesuviana, hanno dichiarato ai giudici che, a seguito del grosso ridimensionamento che ha interessato i due predetti clan, i Fabbrocino avrebbero allargato le loro vedute, maturando l'intenzione di espandersi e imporsi in Sant'Anastasia e Somma Vesuviana. Sempre se ci si attiene alle rivelazioni di altri pentiti (come Maurizio Ferraiuolo, ex esponente degli Stolder di Forcella), i Fabbrocino avevano anche in progetto di estendere i propri tentacoli sino alla Zona orientale di Napoli, approfittando della debacle del clan Sarno di Ponticelli, e nella zona di Marigliano, grazie a propri esponenti presenti su quel territorio. Il pentito Ferraiuolo ha inoltre dichiarato che i Fabbrocino, previo l'aver stipulato un patto con i Mazzarella di San Giovanni a Teduccio, volevano entrare nei maxi-appalti del Centro direzionale di Napoli. L'ex esponente degli Stolder incontrò un esponente dei Fabbrocino proprio per discutere della possibilità di far entrare quest'ultimi nell'affare, i quali già controllerebbero appalti e distribuzione di calcestruzzo in buona parte d'Italia e in Europa.
La nuova generazione dei Fabbrocino sembra avere tessuto, inoltre, rapporti con le organizzazioni camorristiche di Napoli est; proprio le nuove leve del clan potrebbero disegnare i nuovi scenari della potente cosca vesuviana, un tempo fortemente legata ai clan Cava e Russo, il quale legame andava a sancire il cartello camorristico predominante nella zona che comprende il Nolano, i comuni di San Gennaro Vesuviano, San Giuseppe Vesuviano, Ottaviano e Terzigno, nonché il Vallo di Lauro. Detta zona si trova oggi a vivere un periodo di forte fibrillazione per quel che concerne gli assetti delle organizzazioni criminali ivi operanti, stante il fatto che gli storici boss locali hanno perduto, per via di detenzione in carcere o decesso, la loro leadership sul territorio; ciò ha prodotto la genesi di nuove generazioni all'interno dei clan storici, la genesi di nuove organizzazioni criminali indigene, nonché la possibile nascita di nuove alleanze.

## Fatti recenti
- Il 23 aprile 2019, Mario Fabbrocino è morto in un ospedale di Parma, la città dove era detenuto.[35]
- Il 28 aprile 2019 Mario Fabbrocino è stato sepolto nel cimitero di Ottaviano, con una breve cerimonia privata dopo che erano stati negati i funerali pubblici.[36]
- In data 14 maggio 2019, i Carabinieri e la Guardia di Finanza hanno tratto in arresto 11 persone riconducibili al clan Batti, operante in San Giuseppe Vesuviano e Terzigno e capeggiato dai fratelli Alfredo, Luigi e Alan Cristian Batti, detti I Milanesi, figli del boss Salvatore Batti, ucciso nel 1990, accusate dei reati di associazione per delinquere di tipo mafioso, traffico e spaccio di sostanze stupefacenti, possesso illegale di armi da fuoco, estorsione, violenza privata e di due tentati omicidi, occorsi in Terzigno e San Giuseppe Vesuviano, a seguito dei quali sono nate le indagini che, dopo anni di sviluppi, hanno portato all'arresto degli 11 indagati. Secondo alcuni collaboratori di giustizia i Batti, per esercitare le loro illecite attività su territori tradizionalmente controllati dai Fabbrocino, quali San Giuseppe Vesuviano e Terzigno, avrebbero sempre sottratto una quota dalle attività illecite svolte per versarla a quest'ultimi. La famiglia Batti di San Giuseppe Vesuviano è considerata dagli inquirenti la "longa manus" del clan Fabbrocino[37]. Dedita principalmente al traffico di sostanze stupefacenti, quella dei Batti è una famiglia di antica tradizione camorristica. Emigrati a Milano i Batti, negli anni, avevano preso il posto di Francis Turatello e della sua banda, impadronendosi del traffico e dello spaccio di sostanze stupefacenti sul capoluogo lombardo e in parte della Lombardia. Coinvolti poi in una sanguinosa faida con i narcotrafficanti calabresi, comandati dal boss Franco Coco Trovato, uno dei maggiori esponenti della 'ndrangheta in Lombardia, furono da quest'ultimi decimati[38].
- Nel giugno del 2019 sono stati condannati, a pene che vanno da un massimo di 12 anni e 4 mesi ad un minimo di 8 mesi e 10 giorni di reclusione, dieci appartenenti del clan, Valerio Bifulco (condannato a 12 anni e 4 mesi), ritenuto l'intermediario e l'uomo di fiducia negli affari dei Fabbrocino[39].
- Il 29 novembre 2019, la DIA di Napoli ha eseguito un decreto di sequestro a carico di Franco Matrone, presunto boss del clan Fabbrocino, già in passato, unitamente ad altri esponenti del clan, arrestato per aver fatto parte dell'organizzazione. Dall'indagine, denominata "Fulcro", è emerso come i Fabbrocino, supportati dal clan Bifulco, una 'filiale' dei primi, esercitavano il predominio sul territorio, attraverso estorsioni in danno di imprenditori e commercianti, il controllo degli appalti pubblici e la turbativa delle aste, per l'acquisizione a prezzi di favore di beni di ingente valore economico. È inoltre stato appurato che i Fabbrocino avevano investito i proventi delle loro attività illecite nel settore dell'abbigliamento e del commercio di alimenti e che la loro influenza, oltre che in Campania, si era oramai estesa in molte altre regioni italiane, come la Calabria, il Lazio, l'Abruzzo, l'Umbria, l'Emilia-Romagna, le Marche e la Lombardia. Sono stati sequestrati 3 terreni, 9 rapporti finanziari, numerose polizze a vita e 3 unità immobiliari, il cui valore è stato stimato pari ad oltre un milione di euro[40].
- Nel gennaio del 2020, la Cassazione ha annullato il decreto di sequestro - scaturito a seguito delle dichiarazioni di importanti collaboratori di giustizia come Carmine Alfieri, Salvatore Giuliano e i fratelli Fiore e Luigi D'Avino - che aveva consentito di confiscare ingenti beni riconducibili a Domenico Cesarano, alias "Mimì 'o Pezzaro", all'attuale detenuto (nel 2020) e considerato un elemento apicale del clan Fabbrocino, il cui gruppo criminale è radicato sul territorio di Palma Campania. A Cesarano erano stati confiscati beni consistenti in numerose attività immobiliari, come ville e appartamenti, ubicati tra Palma Campania, San Gennaro Vesuviano e Capo Rizzuto. Nei riguardi dei familiari del Cesarano, in precedenza individuati quali prestanome di quest'ultimo, si dovrà procedere a un nuovo giudizio[41][42].
- Il 21 febbraio del 2020 sono iniziati i processi a carico di 29 presunti esponenti del clan Batti, considerato dagli inquirenti la "longa manus" del clan Fabbrocino[43][44].
- In data 29 ottobre 2020, la Guardia di Finanza di Salerno ha eseguito due distinti decreti di sequestro, a seguito di richiesta della Direzione Distrettuale Antimafia, a carico di Francescantonio Fabbrocino, nipote di Mario Fabbrocino, fondatore e storico boss della cosca vesuviana, e Antonio Piccirillo, ambedue soggetti pluripregiudicati e considerati attigui all'organizzazione e già sottoposti, tra l'altro, agli arresti domiciliari. Il sequestro, ammontante ad oltre 13 milioni di euro, ha riguardato il territorio del Cilento, un territorio ove, già da molto tempo, i Fabbrocino sono presenti e investono i proventi delle proprie attività[45].
- Il 19 aprile 2021 sono state eseguite 26 misure cautelari a carico di altrettanti soggetti ritenuti nell'orbita di due consorterie camorristiche omonime di Poggiomarino, una delle quali - guidata da Antonio Giugliano, inteso " 'o Savariello", ex luogotenente di Mario Fabbrocino, e il figlio di questi, Giuseppe Giuliano Giugliano - legata al clan dei Fabbrocino. Al clan di Antonio e Giuseppe Giugliano s'era contrapposto il clan di Rosario Giugliano, detto " 'o Minorenne'", ex killer e fedelissimo dello storico boss poggiomarinese Pasquale Galasso; Rosario Giugliano, scarcerato nel 2016 a séguito di una lunga pena detentiva, aveva stretto tra le sue mani le redini del proprio clan - che, prima di allora, durante la sua detenzione, era retto dalla moglie -, con l'obiettivo di esautorare l'omonimo clan rivale e sancire la propria leadership. È emerso che le due organizzazioni avevano instaurato rapporti con i clan Batti di San Giuseppe Vesuviano e Formicola di San Giovanni a Teduccio e con la 'ndrangheta ('ndrine dei Bellocco e dei Pesce), finalizzati alla compravendita di grosse partite di stupefacenti, le quali venivano poi immesse sul mercato della droga del napoletano e della limitrofa provincia salernitana nella quale le due organizzazioni, tramite alcuni associati ivi attivi, avevano esteso le proprie attività. L'operazione ha inoltre comportato un sequestro di beni del valore di circa 50 milioni di euro[46][47].
- Il 10 marzo 2022, le forze dell'ordine hanno scardinato un sodalizio criminale composto da dieci persone, dedito allo spaccio di stupefacenti e operante tra i comuni di Palma Campania e Ottaviano, considerato un gruppo satellite facente capo al clan Fabbrocino[48][49].